# 김준호 (스피드스케이팅 선수)
김준호(金俊昊, 1995년 10월 9일~)는 대한민국의 스피드스케이팅 선수이다. 2014년, 2018년, 2022년 동계 올림픽에 참가하였다.